# Eleccions legislatives turques de 1969

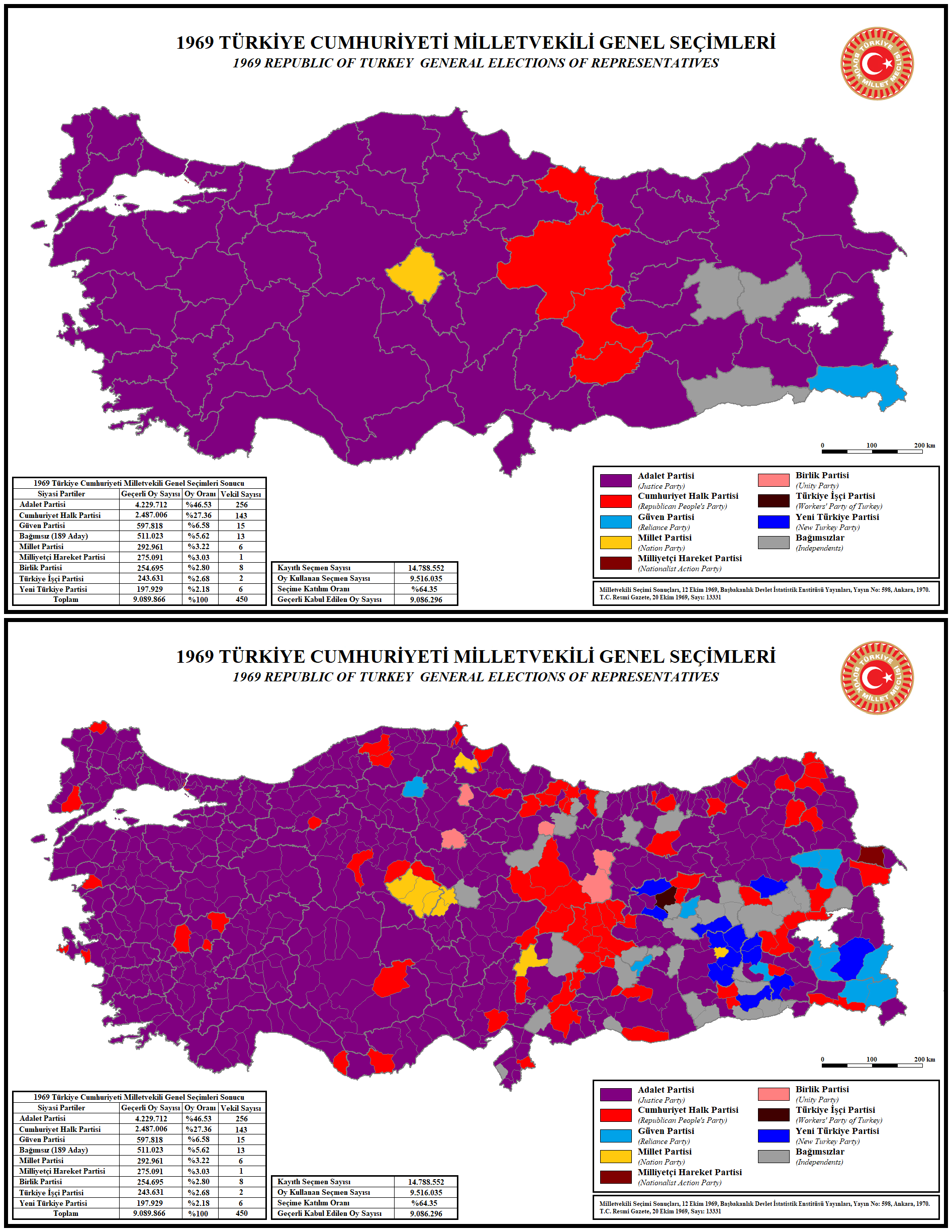

Les eleccions legislatives turques de 1969 se celebraren el 12 d'octubre de 1969 per a escollit els 450 diputats de la Gran Assemblea Nacional de Turquia. El Partit de la Justícia va guanyar amb majoria absoluta, i el seu cap Süleyman Demirel continuà com a primer ministre de Turquia.

## Resultats
Resultats de les eleccions a l'Assemblea de Turquia de 12 d'octubre de 1969.
| Partits                                                         | Vots       | Vots   | Vots | Escons | Escons |
| Partits                                                         | No.        | %      | +− % | No.    | +−     |
| --------------------------------------------------------------- | ---------- | ------ | ---- | ------ | ------ |
| Partit de la Justícia (Adalet Partisi)                          | 4.229.945  | 46,55  |      | 256    |        |
| Partit Republicà del Poble (Cumhuriyet Halk Partisi)            | 2.487.163  | 27,37  |      | 143    |        |
| Partit de la Confiança Republicana (Cumhuriyetçi Güven Partisi) | 598.013    | 6,58   |      | 15     |        |
| Partit Nacional (Millet Partisi)                                | 293.849    | 3,23   |      | 6      |        |
| Partit del Moviment Nacional (Milliyetçi Hareket Partisi)       | 274.225    | 3,02   |      | 1      |        |
| Partit de la Unió Turca (Türkiye Birlik Partisi)                | 254.708    | 2,8    |      | 8      |        |
| Partit dels Treballadors de Turquia (Türkiye İşçi Partisi)      | 243.797    | 2,62   |      | 2      |        |
| Partit Nova Turquia (Yeni Türkiye Partisi)                      | 197.912    | 2,18   |      | 6      |        |
| Independents                                                    | 511.097    | 5,62   |      | 13     |        |
| Vots vàlids                                                     | 9.090.709  | 100.00 |      | 450    |        |
| Vots nuls                                                       |            |        |      |        |        |
| Electorat                                                       | 14.788.552 |        |      |        |        |
| Participació                                                    | 64,3%      |        |      |        |        |
| - Fonts: Informe d'ipu.org                                      |            |        |      |        |        |